# Jeg er stadig Alice
Jeg er stadig Alice er et amerikansk drama fra 2014, skrevet og instrueret af Richard Glatzer og Wash Westmoreland. Filmen er baseret på Lisa Genovas roman, Stadig Alice fra 2007. I hovedrollen som Dr. Alice Howland ses Julianne Moore.

## Handling
Jeg er stadig Alice handler om Alice Howland, som er professor på Columbia og på højden af sin karriere, da hun pludselig opdager, at hendes hukommelse begynder at svigte. Hun bliver diagnosticeret med en variant af Alzheimers sygdom, hvor patienten tidligt (før de 65 år) rammes af sygdommen. I filmen skildres, hvordan Alice forsøger at opretholde deres livsstil og leve i nuet, selv om hendes personlighed langsomt forsvinder, mens sygdommen skrider frem.

## Medvirkende
- Julianne Moore som Alice Howland
- Alec Baldwin som John Howland
- Kristen Stewart som Lydia Howland
- Kate Bosworth som Anna Howland-Jones
- Hunter Parrish som Tom Howland
- Shane McRae som Charlie Jones
- Stephen Kunken som Benjamin
- Victoria Cartagena som Professor Hooper
- Seth Gilliam som Frederic Johnson
- Daniel Gerroll som Eric Wellman
- Erin Darke som Jenny
- Kristin Macomber som Anne
- Caridad Montanez som Elena